# Leucophora amicula
Leucophora amicula är en tvåvingeart som först beskrevs av Seguy 1928.  Leucophora amicula ingår i släktet Leucophora och familjen blomsterflugor. Inga underarter finns listade i Catalogue of Life.